# János Hajnal
János Hajnal  (* 27. August 1913 in Budapest; † 9. Oktober 2010 in Rom) war ein ungarisch-italienischer Maler und Graphiker. 
Hajnal studierte an der Akademie der Bildenden Künste in Budapest, danach in Frankfurt, Stockholm und Rom. Er begann seine künstlerische Karriere mit Buchillustrationen. Mit achtzehn Jahren reiste er das erste Mal nach Florenz, um die italienische Kunst zu studieren. 1948 zog er endgültig nach Rom, wo er sich auf Glasmalerei und Mosaiken konzentrierte. Zehn Jahre später erhielt er die italienische Staatsbürgerschaft.
Er schuf u. a. Glasfenster der vatikanischen Audienzhalle und im Dom von Neapel.
1998 wurde János Hajnal mit dem Verdienstkreuz der Ungarischen Republik ausgezeichnet. Im Jahre 2002 wurde er von Präsident Ciampi zum Commendatore dell’Ordine al merito della Repubblica ernannt. 
Giovanni Hajnal ist auch berühmt für seine Glasmalerei für Kirchenfenster im Dom zu Mailand und in vielen wichtigen Kirchen Italiens, sowie der Schweiz (Lugano, siehe Literatur). Unter anderem hat er für den Vatikan Briefmarken gestaltet. Er und seine Familie war befreundet mit der Zürcher Künstlerin Ruth Steinegger in Freienstein ZH und ihrer Familie, die früher in Luzern (Kriens) gewohnt hatte. Von dort aus hat er auch verschiedene Kunstwerke in der Innerschweiz gestaltet, so die großflächigen Mosaiken an den Fassaden des Gasthofs Hippotel in Hämikon-Berg bei Hildisrieden (Luzern).
| Publikationen über Giovanni Hajnal (vorhanden in der ZB Zürich, Graphische Sammlung): |
| 1. Ausschreibung Glasfenster für die Kirche Hl. Nik laus von Flüe in Lugano des Institut inter national d’art liturgique in Rom, 1955 2. Mariani, Valerio: L’arte di Janos Hajnal. – Separat aus „Corvino“, Jg. 28 Nr. 1, 1955, p. 29–34 (mit 4 s/w Tafeln); mit Werkverzeichnis bis 1955. 3. Comunicato ufficiale per il concorso delle vetrate. – In: „Fede e arte“, rivista, Jg. 4 Nr. 7, Juli 1956 4. Bruzzichelli, Pia: Giovanni Hajnal. – In: „La rocca“, Jg. 16 Nr. 4, 15. Februar 1957, p. 13 (mit 2 Bildern schwarz/weiß) 5. Nicodemi, Giorgio: Giovanni Hajnal. – In: „Il fuoco“, Jg. 7 Nr. 4, Juli–August 1959, p. 27 (mit 8 Abb. von Werken) 6. Animali di Hajnal, Galerie Il traguardo, Forte dei Marmi (Italia), 1961 7. Arsenio: L’uomo ha bisogno degli animali. – In: „Persona“, rivista, Jg. 4 Nr. 10, Oktober 1963, p. 15 (mit 8 Abb.) 8. Ausstellungsprospekt „Giovanni Hajnal“. – In: La Paolina, Galleria d’arte, Roma, 13.–24. März 1965 9. Basini, Cesare: Giovanni Hajnal, mago della vetrata e del mosaico. - Roma : La Carovana, [ca. 1971], 6 p. (1 Abb.) 10. Chiese e santi a Roma, disegni e serigrafie di G. Hajnal, [Ausstellungskatalog]. - Roma, Palazzo Braschi, Oktober/November 1975, 59 p. 11. Mongelli, Giovanni, OSB: Episodi della vita di San Guglielmo, illustrati dal pittore Giovanni Hajnal. - Montevergine 1986, 77 p., ill. mit 32 Farbtafeln. |

| Personendaten    | Personendaten                               |
| ---------------- | ------------------------------------------- |
| NAME             | Hajnal, János                               |
| ALTERNATIVNAMEN  | Hajnal, Giovanni                            |
| KURZBESCHREIBUNG | ungarisch-italienischer Maler und Graphiker |
| GEBURTSDATUM     | 27. August 1913                             |
| GEBURTSORT       | Budapest                                    |
| STERBEDATUM      | 9. Oktober 2010                             |
| STERBEORT        | Rom                                         |